# Maurice Laporte-Bisquit
Maurice-Jean-Antoine dit Maurice Laporte-Bisquit, né le 4 novembre 1842 à Limoges (Haute-Vienne) et décédé le 8 août 1908 à Saint-Georges-de-Didonne (Charente-Inférieure), est un homme politique français du XIXe siècle.

## Biographie
Licencié en droit et gendre d'Adrien Dubouché, il est directeur de la maison de cognac Bisquit-Dubouché. Chevalier de la Légion d'honneur en 1889, il est maire de Jarnac à partir de 1890, ainsi que vice-président du conseil d'arrondissement de Cognac. Il est élu sénateur de la Charente en 1894 pour un mandat de 4 ans, et siège à Gauche.
Avec sa femme Solange Dubouché, il a un fils Edouard, négociant et maire de Jarnac de 1908 à 1919.